# Ngbandi

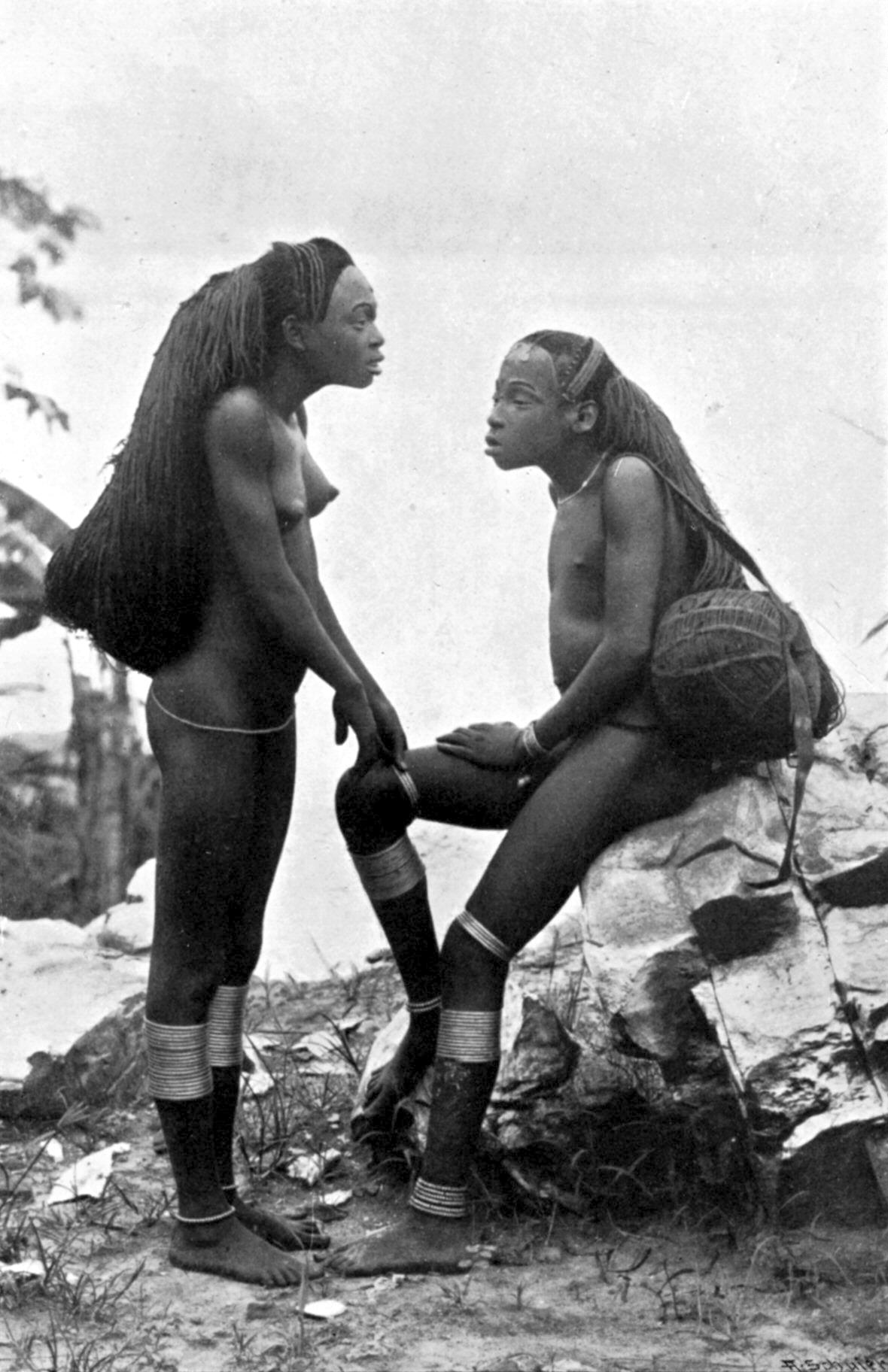
Ragazze ngbandi, 1905.

Gli ngbandi (trascritto anche come bandi, ngwandi, mogwandi e gbandi) sono un gruppo etnico africano di origine sudanese. Si trovano principalmente nella Repubblica Centrafricana e nella Repubblica Democratica del Congo; gruppi minori sono presenti anche in Camerun, nella Repubblica del Congo e in Sudan. Parlano la lingua sango, la lingua ngbandi o la lingua yakoma; i diversi gruppi sono spesso distinti con i nomi corrispondenti di ngbandi, sango e yakoma.

## Storia
Gli ngbandi sono originari dell'Alto Egitto e della Nubia occidentale. Sono migrati verso sud in cerca di terreno fertile e per fuggire alle razzie dei negrieri arabi.

## Lingua
Gli ngbandi parlano tre lingue correlate, la lingua ngbandi, la lingua sango e la lingua yakoma, appartenenti al gruppo degli idiomi niger-kordofaniani. Queste tre lingue sono classificate da alcuni linguisti come tre varianti di un unico idioma, designato sango-ngbandi-yakoma. La classificazione del SIL identifica una serie di lingue di questo gruppo come lingue proprie.